# Jorge Blanco (escultor)
Jorge Blanco, (Caracas, 21 de marzo de 1945) es un artista de Venezuela que emigró a los Estados Unidos en 1999. Actualmente reside en Sarasota, Florida. Ha desarrollado su carrera profesional trabajando como escultor. Su obra se encuentra en espacios públicos de los Estados Unidos, Venezuela y Japón.

## Formación
Blanco comenzó a pintar en 1967, y a esculpir en la década de 1970. Blanco, sin embargo se ha considerado artista desde la infancia. "Yo he sido un artista toda mi vida, porque - en mi opinión - cada niño es un artista. Nunca he dejado de dibujar o colorear ", dijo Blanco en una entrevista para the Observer (un periódico impreso en Florida). Su interés en las tres dimensiones de trabajo ha estado siempre a la vanguardia de su carrera. Ganó una beca en el Instituto Neumann de Caracas, Venezuela, donde se graduó con una licenciatura en Diseño Industrial. Después de graduarse, trabajó como diseñador gráfico. Su primera exposición individual fue en 1974, donde mostró esculturas y dibujos. Vivió en Roma, Italia (1975-1979), donde continuó trabajando en la escultura, estudió en la Academia de Bellas Artes y dibujó caricaturas políticas para el periódico L'Opinione. participa en el Salón de Humor Bordhigera del año 1978 y ganó el Dattero D'Argento y en el Salón de escultura Monterotondo, donde le fue concedido el primer premio de escultura de formato medio. En una entrevista Blanco afirmó , "La escultura es mi pasión. Voy a hacer esto para siempre. Todo lo demás es un segundo nivel, es diferente."

## Carrera

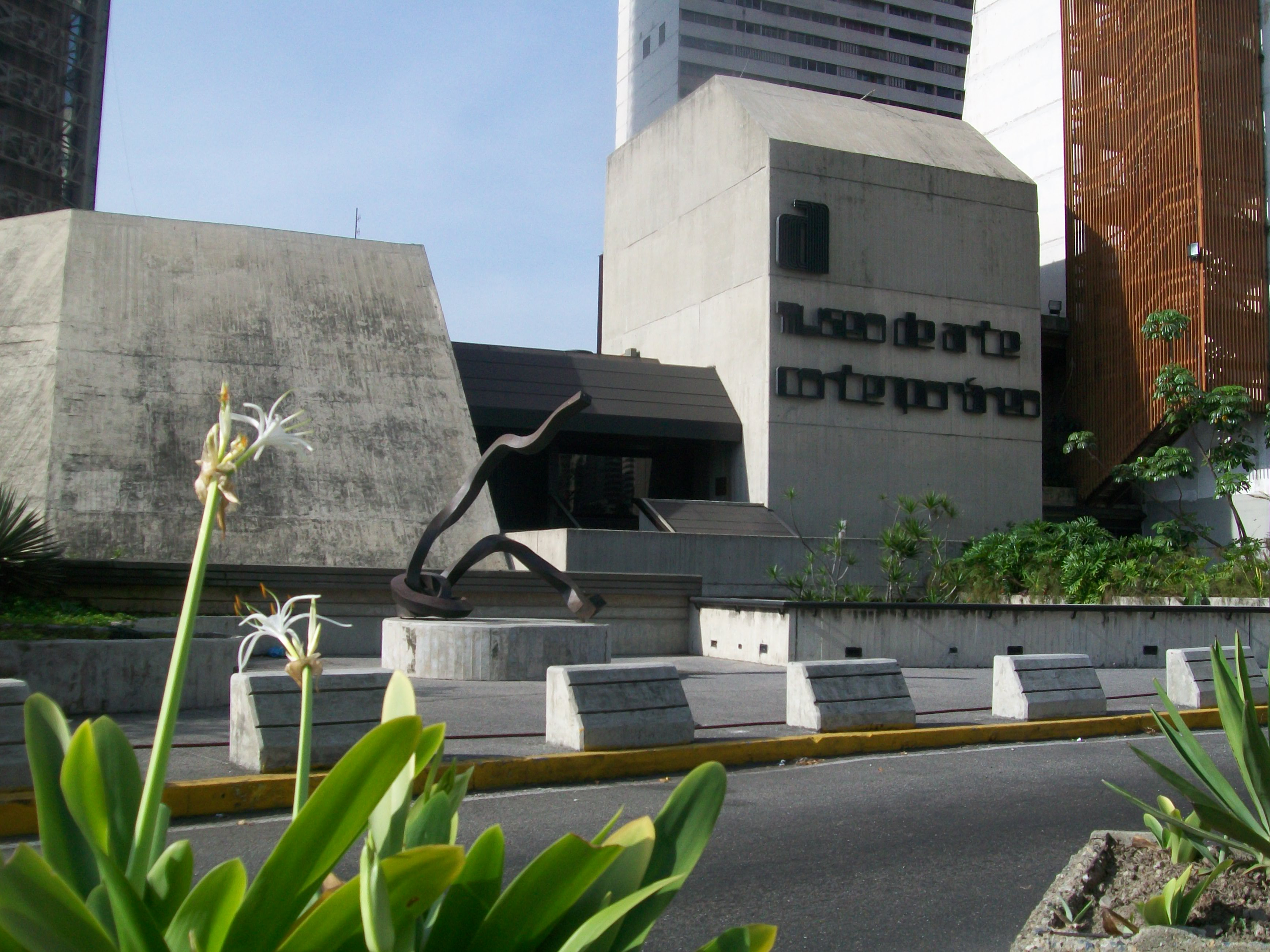
Fachada del Museo de Arte Contemporáneo de Caracas

En 1979 Blanco regresó a Caracas, Venezuela donde presentó sus esculturas y dibujos en el Museo de Arte Contemporáneo Sofía Imber. Blanco continuó trabajando en la escultura y también diseñó e ilustró el periódico para niños "El Cohete". En 1980 fue contratado como director de arte para el Museo de los Niños de Caracas (dedicado al Arte, Ciencia y Tecnología) [5] , cargo que ocupó de 1980 a 1998. Durante sus 18 años en el Museo , Jorge Blanco creó a su personaje El Náufrago - The Castaway en 1981. Después de dejar el Museo de los Niños de Caracas Blanco se trasladó a Estados Unidos, donde sigue viviendo hoy en día. Jorge recibe encargos de piezas de escultura grande y expone sus obras de arte habitualmente. Desde el 26 de diciembre de 2010 al 4 de enero de 2011 Jorge presentó la exposición titulada "Punta en Blanco", en la galería Espacio Tierra Negra.

## The Castaway - El Náufrago
El náufrago es un cómic sobre un hombre atrapado en una isla. No hay palabras en las viñetas, solo imágenes de la vida cotidiana en la isla. El cómic se publicó originalmente en el periódico "El Diario de Caracas". El cómic ha sido reproducido en la tapa de cuadernos, varios modelos de tarjetas de teléfono y en camisetas.

## Influencias
Las primeras obra de Blanco fueron influenciadas por sus profesores Gertrud Goldschmidt (Gego) y Cornelis Zitman y por el trabajo de artistas como Auguste Herbin, Paul Klee y Joan Miró. Trabajó con materiales no convencionales, tales como lycra, cuerda, madera, espejos combinados con bronce. Las e sculturas de Blanco fueron y siguen siendo estudios geométricos, interpretaciones de su mundo interno. En 1992, Blanco comenzó a explorar el color y el metal como materia prima. Blanco comparte sus pensamientos sobre lo que ha influido en él: 

"Si yo estuviera viviendo en el desierto, en África, sería en todo punto imposible de hacer lo que estoy haciendo. Estoy haciendo esto por mi experiencia de la gran ciudad, mi experiencia como diseñador gráfico y mis estudios de diseño industrial; parece como si todo esto hubiese sido puesto en una licuadora y mi pasión se desarrolló ".

## Selección de esculturas
- Freeriding. Petoskey, Míchigan
- For The Goal. City of Leawood, Kansas
- Run Red Run. City of Leawood, Kansas
- Dynamics. Fort Pierce, Florida
- The Runners. Sarasota, Florida
- Alfresco. Reno, Nevada
- Andalucia. Palm Beach Gardens, Florida
- Pleasant Tree. Chula Vista, California
- Maratón. Caracas, Venezuela
- Welcome. Tokio, Japón

## Exposiciones
Esposiciones individuales
- 1995 "Humor de Hierro", esculturas, Centro de Arte Euroamericano, Caracas, Venezuela
- 1987 "Viaje en el Metro con el Náufrago" Metro de Caracas, Venezuela
- 1979 Esculturas y pinturas de Jorge Blanco, Museo de Arte Contemporáneo Sofía Imber, Caracas, Venezuela
- 1978 Esculturas y pinturas de Jorge Blanco, Italian-Latin American Institute, Roma, Italia

Selección de exposiciones colectivas
- 2006 "Figuratively Speaking," Stamford, Connecticut
- 2005 "Vernissage" Sculpturesite Gallery, San Francisco, California
- 2005 HW Gallery, Naples, Florida
- 2005 "New Works," A New Leaf Gallery, Berkeley, California